# Apaña
Apaña ist eine Ortschaft im Departamento La Paz im Hochland des südamerikanischen Anden-Staates Bolivien.

## Lage im Nahraum
Apaña ist eine selbständige Gemeinde im Municipio La Paz in der Provinz Murillo und liegt siebzehn Kilometer südöstlich des Zentrums der Metropole La Paz. Die Ortschaft liegt auf einer Höhe von 3860 m am Ostrand des La Paz-Verwaltungsbezirks Zona Sur.

## Geographie
Apaña liegt am Ostrand des bolivianischen Altiplano und wird nach Osten hin von den Gipfeln der Cordillera Real überragt, die hier mit dem Illimani Höhen von fast 6.500 Meter ansteigt. Das Klima der Region ist ein typisches Tageszeitenklima, bei dem die mittleren Temperaturschwankungen zwischen Tag und Nacht deutlicher ausfallen als im Ablauf der Jahreszeiten.
Die mittlere Durchschnittstemperatur der Region liegt bei etwa 8 °C (siehe Klimadiagramm Palca) und schwankt nur unwesentlich zwischen 6 °C im Juni/Juli und 10 °C im November. Der Jahresniederschlag beträgt etwa 600 mm, bei einer ausgeprägten Trockenzeit von Mai bis August mit Monatsniederschlägen unter 15 mm, und einem Niederschlagsmaximum im Januar mit 120 mm.

## Verkehrsnetz
Apaña liegt in einer Entfernung von siebzehn Straßenkilometern südöstlich des Zentrums von La Paz, der Hauptstadt des Departamentos.
Vom Zentrum der Departamento-Hauptstadt folgt man zuerst sieben Kilometer dem Verlauf des Río de la Paz in südöstlicher Richtung, überquert dann den Fluss nach Nordosten und durchquert den Macrodistrito Sur auf weiteren neun Kilometern. Apaña liegt dann an einer Seitenstraße, die weiter in südöstlicher Richtung bis nach Santiago de Collana führt.

## Bevölkerung
Apaña gehört zum direkten Einzugsbereich der Metropole La Paz und weist daher ein deutliches Bevölkerungswachstum auf, bei den Volkszählungen 1992 und 2001 ist die Ortschaft noch nicht unter ihrem heutigen Namen notiert:
| Jahr | Einwohner   | Quelle       |
| ---- | ----------- | ------------ |
| 1992 | keine Daten | Volkszählung |
| 2001 | keine Daten | Volkszählung |
| 2012 | 1288        | Volkszählung |